# Charitides
Charitides is een geslacht van wantsen uit de familie van de Miridae (blindwantsen). Het geslacht werd voor het eerst wetenschappelijk beschreven door Izjaslav Moisejevitsj Kerzjner in 1962.